# Wasted
Wasted (Eigenschreibweise WASTED) ist ein von Herbst 2021 bis Frühjahr 2023 herausgegebenes Online-Magazin für Computerspiele und Videospielkultur. Es war das Nachfolgeprojekt des Bookazine WASD. Die Finanzierung der Plattform erfolgte durch Crowdfunding. Dadurch sollte eine unabhängige Berichterstattung ohne Werbung ermöglicht werden. Im März 2023 wurde die Einstellung des Magazins zum Ende des Monats aufgrund von zu wenig Abonnenten und damit nicht ausreichender Finanzierung des Projekts bekanntgegeben.

## Geschichte
Gestartet ist Wasted im November 2021. Herausgeber und Gründer von Wasted sind der Rundfunkjournalist Christian Schiffer und die Journalistin und Studienberaterin Jagoda Froer. Als Chefredakteur fungierte der unter dem Namen Fabu auftretende Stephan Günther, der unter anderem für Videospielmagazine wie GEE und GameStar geschrieben und das auf Indie-Games fokussierte Blog Superlevel gegründet hatte. Zuletzt war er als freier Redakteur für das öffentlich-rechtliche FUNK-Format Game Two mitverantwortlich gewesen.

## Angebot
Die Mehrheit der Artikel wurde von freien Autoren verfasst. Darunter waren sowohl Tests von Videospielen, aber auch zahlreiche experimentelle Formate, die sich mit Videospielkultur und persönlichen Erfahrungen der Autoren mit Videospielen auseinandersetzten. Das Team von Wasted veröffentlichte auch regelmäßig Podcasts, die sich mit Neuigkeiten aus der Videospielindustrie und einzelnen Videospielen befassen. Im Format Doomian sprach der Chefredakteur Stephan Günther mit Mitgliedern des Forums des Magazins. Im Format Portfolio Royal befassten sich die Magazin-Gründer Froer und Schiffer regelmäßig mit dem Thema Finanzen und Gaming und ließen das Publikum über den Kauf von Aktien von Videospiel-Entwicklern und Verlegern abstimmen.